# Rhodamnia longisepala
Rhodamnia longisepala är en myrtenväxtart som beskrevs av Neil Snow och A.J.Ford. Rhodamnia longisepala ingår i släktet Rhodamnia och familjen myrtenväxter. Inga underarter finns listade i Catalogue of Life.